# Murad al III-lea
Murad al III-lea (în limba turcă otomană: مراد ثالث Murād-i sālis; n. 4 iulie 1546, Manisa, Imperiul Otoman – d. 16 ianuarie 1595, Constantinopol, Imperiul Otoman) a fost al doisprezecelea sultan al Imperiului Otoman din 1574 până la moartea sa și al 91-lea calif otoman. Sub domnia sa, otomanii au suferit o gravă înfrângere din partea armatei habsburgice în Bătălia de la Sisak în 1593.
Este descris de istoricul român Nicolae Bălcescu drept: 
„Un duh slab și superstițios, dulce la trai, iar iute la mânie și adesea atunci și cu cruzime, era dat cu totul la misticism, la poezie și la voluptate; amator de danț și muzică, de vorbe cu duh, ba încă și de mucalitlâcuri, el iubea mecanica, ceasornicăria și actele de reprezentație; el trăia încunjurat de tălmăcitori de vise, astrologi, șeici, poeți și femei, dănțuitori, de pitici și nebuni, lăsând domnia în mâna femeilor saraiului”

Murad al III-lea a urmat exemplul tatălui său, Selim al II-lea (1524-1574), de a nu lua parte la campaniile militare, ceea ce dovedește faptul că nu era prea interesat de mărirea Imperiului Otoman, Murad al III-lea rămânând în istoria Imperiului Otoman ca fiind al doilea sultan care nu s-a implicat în expediții militare.
În ultimii ani de domnie Murad al lll-lea nu a părăsit Palatul Topkapi, ducând o viață liniștită pentru un sultan.